# ثاباني دوب
ثاباني دوب (بالإنجليزية: Austin Thabani Dube)‏ هو لاعب كرة قدم جنوب أفريقي، ولد في 16 نوفمبر 1992 في كيب تاون في جنوب أفريقيا.

## وصلات خارجية
- ثاباني دوب على موقع قاعدة بيانات كرة القدم.إي يو (الإنجليزية)
- ثاباني دوب على موقع Soccerway.com (الإنجليزية)